# Paul Ladouceur
Paul Ladouceur (* 28. April 1944 in  Québec; † 12. Juni 2025 in Saint-Jean-de-Matha) war ein frankokanadischer Politikwissenschaftler und orthodoxer Theologe. Er publizierte und lehrte auf den Gebieten der modernen orthodoxen Theologie, Ekklesiologie und Spiritualität und betätigte sich umfassend in der Ökumene.

## Leben
Ladouceur wurde 1944 in Québec in eine römisch-katholische franko-kanadische Familie geboren. Er promovierte an der Universität Sussex in Politikwissenschaften mit einer Arbeit über Regionalpolitik in Nord-Ghana und war im Anschluss für die kanadische Regierung und die WHO tätig.
1994 schloss er sich in Frankreich dem orthodoxen Bekenntnis an und betätigte sich seitdem als Theologe. Er war adjunct professor am Trinity College der Universität Toronto und Professor an der Universität Laval. Schwerpunkt seiner Forschung war die orthodoxe Theologie der Gegenwart. Weiterhin war er auch als Übersetzer und Editor der Werke von Sergei Bulgakow, Georgi Florowski und Maria von Paris tätig.
Ladouceur galt als herausragender Vertreter der Ökumensichen Bewegung in Kanada. Er vertrat die Erzdiözese Kanada im Kanadischen Rat der Kirchen und war Co-Vorsitzender des orthodox–pfingstkirchlichen Dialogs in Nordamerika.

## Veröffentlichungen (Auswahl)
- Paul Ladouceur: Chiefs and Politicians: The Politics of Regionalism in Northern Ghana. Longman, London / New York 1979, ISBN 978-0-582-64646-9.
- Paul Ladouceur: Modern Orthodox Theology. T&T Clark, London 2019, ISBN 978-0-567-66484-6.
- Paul Ladouceur / Brandon Gallaher (Ed.): The Patristic Witness of Georges Florovsky: Essential Theological Writings. T&T Clark, London, ISBN 978-0-567-60356-2.